# 武氏祠
武氏祠，也称“武氏墓石祠”，位于山东省济宁市嘉祥县纸坊镇武翟山（旧称紫云山）北麓，是东汉晚期武氏家族墓地的3座地面石结构祠堂及双阙的总称，始建于桓帝建和元年（公元147年）。其内的石刻以嘉祥武氏墓群石刻之名列入第一批全国重点文物保护单位。

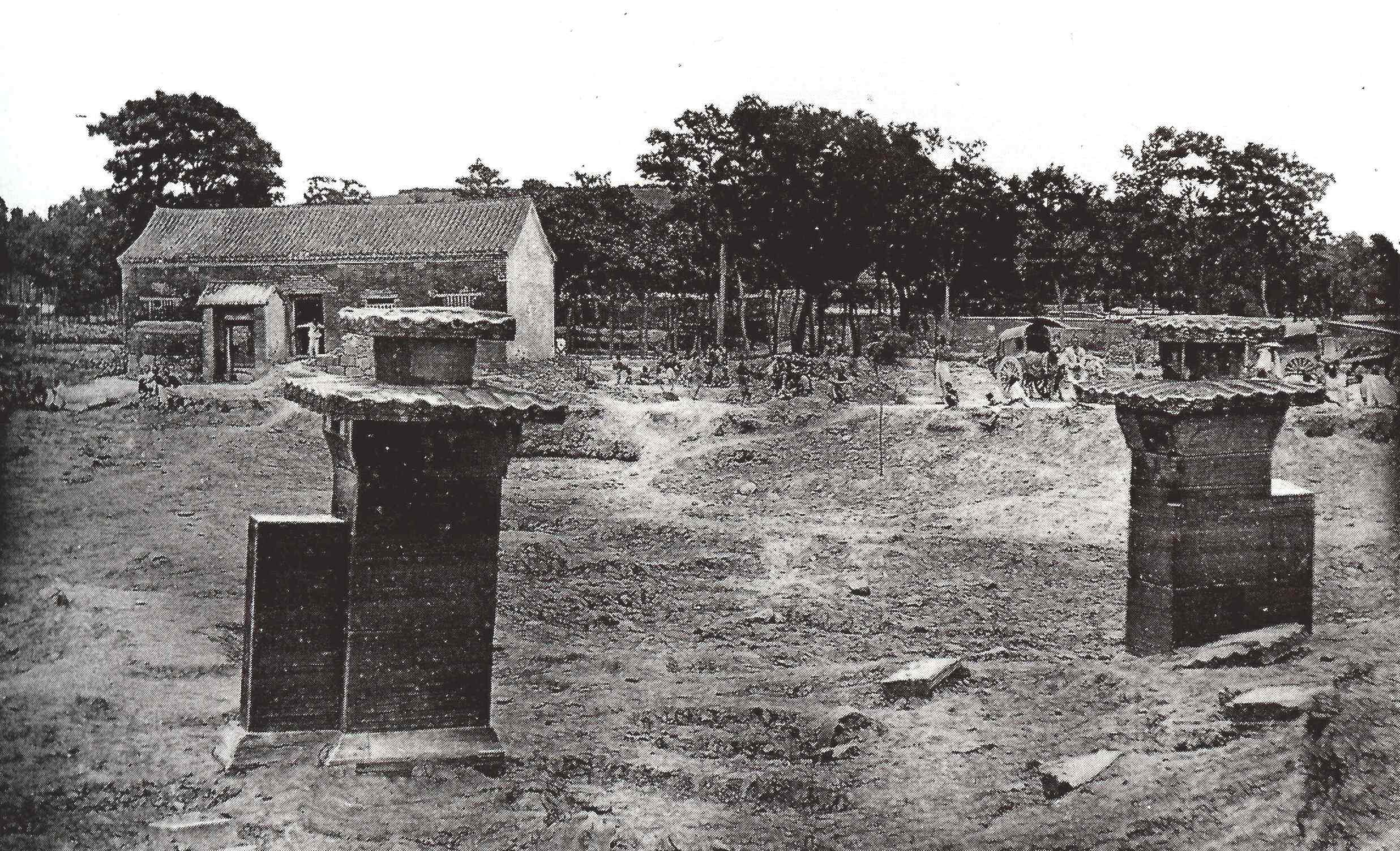
武氏祠原景，沙畹摄于1891年

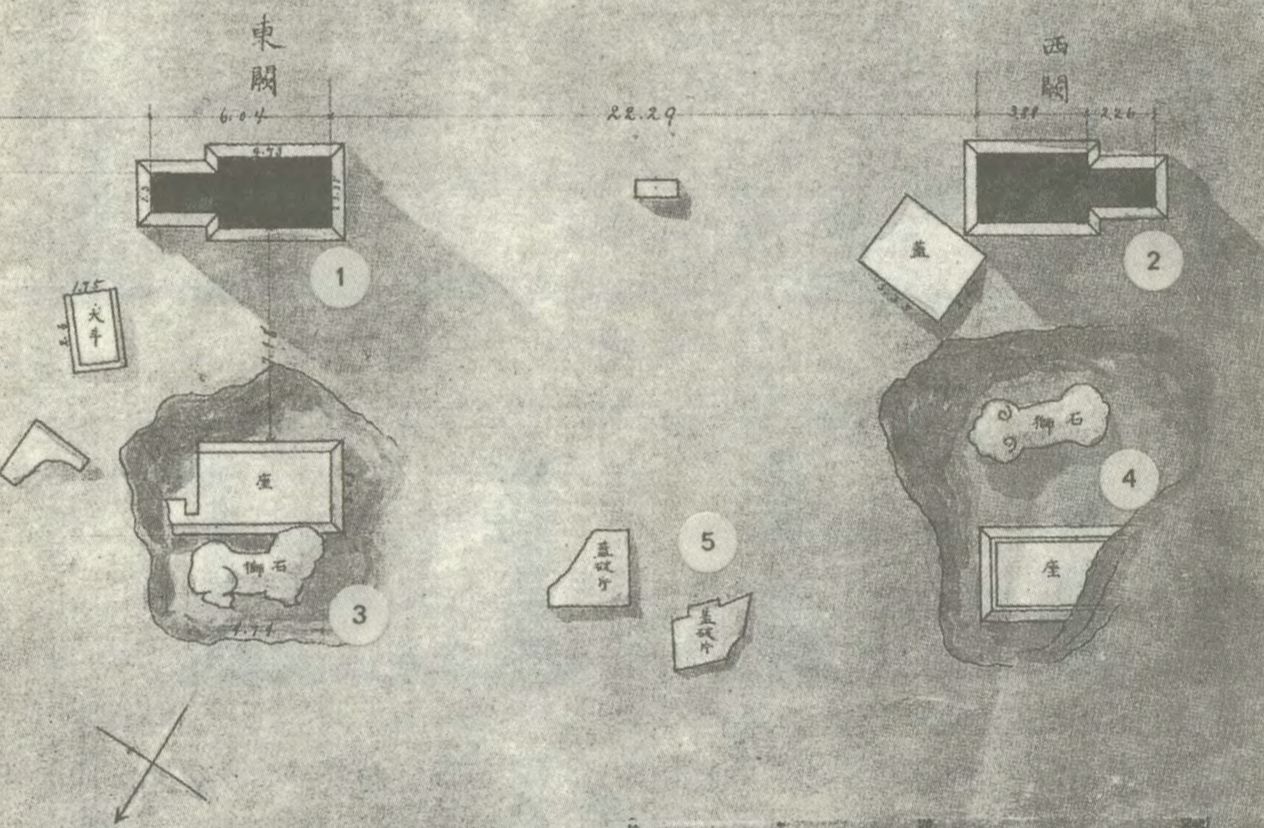
武氏家族墓地入口平面图，关野贞绘于1909年

嘉祥武氏墓群石刻博物馆于2015年5月13日在武氏墓群石刻原址成立，同年6月6日正式对外开放，占地面积7000平方米，包含阙室、陈列室和西长廊三个展区，展区面积600平方米有余。其中，阙室由罗哲文设计。馆内共有藏品422件/套，包括武氏墓群石刻原祠堂建筑上的汉画像石四十六块，汉碑两通，清碑十一通，石狮、石阙各一对，碣一块；另外，还包括嘉祥县出土的其它画像石百余块、隋碑一方、清墓志铭四盒、黄庭坚书法刻石（明）四块。2020年底，嘉祥武氏墓群石刻博物馆核定为第四批国家三级博物馆。
嘉祥武氏墓群石刻内的东汉武氏祠武梁祠三、武氏祠汉故敦煌长史武君之碑、东汉武氏祠武氏石阙铭并画像入选第一批古代名碑名刻文物名录。。
2022年4月，嘉祥县武氏墓群考古遗址公园项目列入山东省首批省级考古遗址公园立项名单。2023年12月，嘉祥县武氏墓群考古遗址公园列入山东省省级考古遗址公园名单。

## 武氏祠的发掘与研究史
关于武氏祠的最早记载见于北宋欧阳修的《集古录》和赵明诚的《金石录》，南宋洪适又将其部分榜题字与图像集于《隶释》、《隶续》，并始以“武梁祠画像”命名。祠堂后因水患倾圮，湮殁于地下。清朝乾隆年间，黄易等人对石刻进行挖掘清理，认为祠有四座，即“武梁祠”、“前石室”、“后石室”及“左石室”，除将其中“孔子见老子”一石移置济宁学宫外，皆就地建屋将画像石砌于壁间，外缭石垣，围双阙于内，题门额曰“武氏祠堂”。中华人民共和国成立后，为加强文物保护和管理，专设文物保管所。1964年，将处于深坑中的石阙、石狮，按原位置提升到现在的地坪以上，并建立了宽敞的保护室。1972年，将旧墙壁中的画像拆出移入阙室陈列。20世纪40年代，美国学者费慰梅根据画像拓片对祠堂进行复原，确定祠石分属两座祠堂，“后石室”并不存在。1981年，在根据原石并参考长清孝堂山石祠的特点，对武氏祠进行了成功复原考证后，蒋英矩提出了“后石室”并不存在的确切证据，确认武氏祠包括“武梁祠”、“前石室”及“左石室”三座祠堂。

## 武氏家族成员
目前研究已知的武氏家族成员共有十一人，其中出仕为官者：武开明，逝世于公元148年，官至长乐太仆丞、郎中；武开明长子武斑，逝世于公元145年，享年二十五岁，曾任敦煌长史；次子武荣，逝世于公元168年，官至执金吾丞。武梁生前隐居不仕，读经讲学，过世后其碑和祠堂由他的三个儿子和一个孙儿（子仲章、季章、季立，孙子侨）建立 。

|              |              |              |              |              |              |              |              |  |  |                           |                           |                           |                           | 母亲 （公元？-145）       |                           |  |  |              |              |              |              |              |              |              |              |                             |                             |                             |                             |                             |                             |                             |                             |                             |                             |                             |                             |                             |                             |  |  |  |  |  |  |  |  |  |  |  |  |  |  |  |  |  |  |  |  |  |  |  |  |  |  |  |  |  |  |  |  |
|              |              |              |              |              |              |              |              |  |  |                           |                           |                           |                           |                           |                           |  |  |              |              |              |              |              |              |              |              |                             |                             |                             |                             |                             |                             |                             |                             |                             |                             |                             |                             |                             |                             |  |  |  |  |  |  |  |  |  |  |  |  |  |  |  |  |  |  |  |  |  |  |  |  |  |  |  |  |  |  |  |  |
|              |              |              |              |              |              |              |              |  |  |                           |                           |                           |                           |                           |                           |  |  |              |              |              |              |              |              |              |              |                             |                             |                             |                             |                             |                             |                             |                             |                             |                             |                             |                             |                             |                             |  |  |  |  |  |  |  |  |  |  |  |  |  |  |  |  |  |  |  |  |  |  |  |  |  |  |  |  |  |  |  |  |
| 武？（始公） | 武？（始公） | 武？（始公） | 武？（始公） | 武？（始公） | 武？（始公） |              |              |  |  | 武梁（绥宗） (公元78-151) | 武梁（绥宗） (公元78-151) | 武梁（绥宗） (公元78-151) | 武梁（绥宗） (公元78-151) | 武梁（绥宗） (公元78-151) | 武梁（绥宗） (公元78-151) |  |  |              |              | 武？（景兴） | 武？（景兴） | 武？（景兴） | 武？（景兴） | 武？（景兴） | 武？（景兴） |                             |                             |                             |                             | 武？（开明） （公元92-148） | 武？（开明） （公元92-148） | 武？（开明） （公元92-148） | 武？（开明） （公元92-148） | 武？（开明） （公元92-148） | 武？（开明） （公元92-148） |                             |                             |                             |                             |  |  |  |  |  |  |  |  |  |  |  |  |  |  |  |  |  |  |  |  |  |  |  |  |  |  |  |  |  |  |  |  |
| 武？（始公） | 武？（始公） | 武？（始公） | 武？（始公） | 武？（始公） | 武？（始公） |              |              |  |  | 武梁（绥宗） (公元78-151) | 武梁（绥宗） (公元78-151) | 武梁（绥宗） (公元78-151) | 武梁（绥宗） (公元78-151) | 武梁（绥宗） (公元78-151) | 武梁（绥宗） (公元78-151) |  |  |              |              | 武？（景兴） | 武？（景兴） | 武？（景兴） | 武？（景兴） | 武？（景兴） | 武？（景兴） |                             |                             |                             |                             | 武？（开明） （公元92-148） | 武？（开明） （公元92-148） | 武？（开明） （公元92-148） | 武？（开明） （公元92-148） | 武？（开明） （公元92-148） | 武？（开明） （公元92-148） |                             |                             |                             |                             |  |  |  |  |  |  |  |  |  |  |  |  |  |  |  |  |  |  |  |  |  |  |  |  |  |  |  |  |  |  |  |  |
|              |              |              |              |              |              |              |              |  |  |                           |                           |                           |                           |                           |                           |  |  |              |              |              |              |              |              |              |              |                             |                             |                             |                             |                             |                             |                             |                             |                             |                             |                             |                             |                             |                             |  |  |  |  |  |  |  |  |  |  |  |  |  |  |  |  |  |  |  |  |  |  |  |  |  |  |  |  |  |  |  |  |
|              |              | 武？（仲章） | 武？（仲章） | 武？（仲章） | 武？（仲章） | 武？（仲章） | 武？（仲章） |  |  | 武？（季章）              | 武？（季章）              | 武？（季章）              | 武？（季章）              | 武？（季章）              | 武？（季章）              |  |  | 武？（季立） | 武？（季立） | 武？（季立） | 武？（季立） | 武？（季立） | 武？（季立） |              |              | 武斑（宣张） （公元？-145） | 武斑（宣张） （公元？-145） | 武斑（宣张） （公元？-145） | 武斑（宣张） （公元？-145） | 武斑（宣张） （公元？-145） | 武斑（宣张） （公元？-145） |                             |                             | 武荣（舍和） （公元？-168） | 武荣（舍和） （公元？-168） | 武荣（舍和） （公元？-168） | 武荣（舍和） （公元？-168） | 武荣（舍和） （公元？-168） | 武荣（舍和） （公元？-168） |  |  |  |  |  |  |  |  |  |  |  |  |  |  |  |  |  |  |  |  |  |  |  |  |  |  |  |  |  |  |  |  |
|              |              | 武？（仲章） | 武？（仲章） | 武？（仲章） | 武？（仲章） | 武？（仲章） | 武？（仲章） |  |  | 武？（季章）              | 武？（季章）              | 武？（季章）              | 武？（季章）              | 武？（季章）              | 武？（季章）              |  |  | 武？（季立） | 武？（季立） | 武？（季立） | 武？（季立） | 武？（季立） | 武？（季立） |              |              | 武斑（宣张） （公元？-145） | 武斑（宣张） （公元？-145） | 武斑（宣张） （公元？-145） | 武斑（宣张） （公元？-145） | 武斑（宣张） （公元？-145） | 武斑（宣张） （公元？-145） |                             |                             | 武荣（舍和） （公元？-168） | 武荣（舍和） （公元？-168） | 武荣（舍和） （公元？-168） | 武荣（舍和） （公元？-168） | 武荣（舍和） （公元？-168） | 武荣（舍和） （公元？-168） |  |  |  |  |  |  |  |  |  |  |  |  |  |  |  |  |  |  |  |  |  |  |  |  |  |  |  |  |  |  |  |  |
|              |              |              |              |              |              |              |              |  |  | 武？（子侨）              |                           |                           |                           |                           |                           |  |  |              |              |              |              |              |              |              |              |                             |                             |                             |                             |                             |                             |                             |                             |                             |                             |                             |                             |                             |                             |  |  |  |  |  |  |  |  |  |  |  |  |  |  |  |  |  |  |  |  |  |  |  |  |  |  |  |  |  |  |  |  |

## 建筑

### 武梁祠
武梁祠，位於山東省嘉祥縣武翟山村，建於漢桓帝元嘉元年（151年）。該祠堂為單開間懸山頂石結構，由兩面山牆、一面後牆和兩個坡頂共五塊石頭組成，面闊2.41米，進深1.57米，高2.4米。畫像布局採用分層分欄的形式，坡頂石上刻有祥瑞圖；東西山牆的山尖部位刻有東王公、西王母及其仙庭；山牆上山尖以下的部分以及後牆分成四欄，分別刻有人類始祖、先賢、帝王、孝子、列女、刺客、義士、拜謁、庖廚、車馬出行、人物、樓閣等的圖像，並在多處附有榜題文字。
這些畫像運用減地平雕加陰線刻的手法，由良匠衛改雕刻而成。畫面布局嚴謹、雕鑿精细、内容丰富、風格凝重，堪稱集漢畫像石之大成者。
祠内西壁画像以“武氏祠武梁祠三”之名入选第一批古代名碑名刻文物名录。

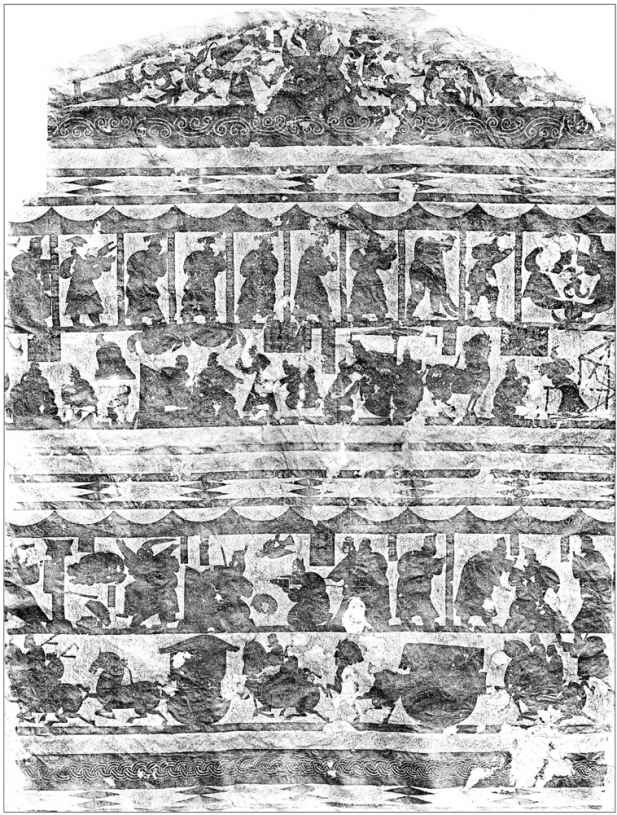
武梁祠西壁画像 （自右至左） 第一层：西王母和奇禽异兽 第二层：古代传说帝王 伏羲，女蜗，祝融，神农，黄帝，颛顼，帝喾，尧，舜，禹，桀 第三层：曾母投杼，闵子骞失棰，老莱子娱亲，丁兰供木人 第四层：曹子劫桓，专诸刺吴王，荆轲刺秦王 第五层：车骑
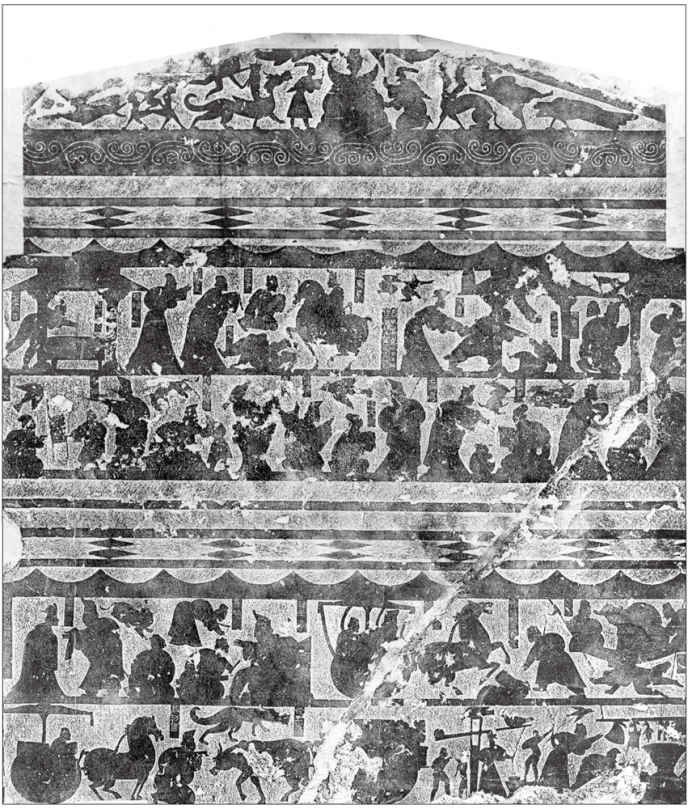
武梁祠东壁画像 （自右至左） 第一层：东王公和奇禽异兽 第二层：梁节姑姊，齐义继母，京师节女 第三层：三州孝人，义浆羊公，魏汤、赵□□、孝孙故事 第四层：要离刺庆忌，豫让刺赵襄子，聂政刺韩王，钟离春说齐王 第五层：庖厨、车骑
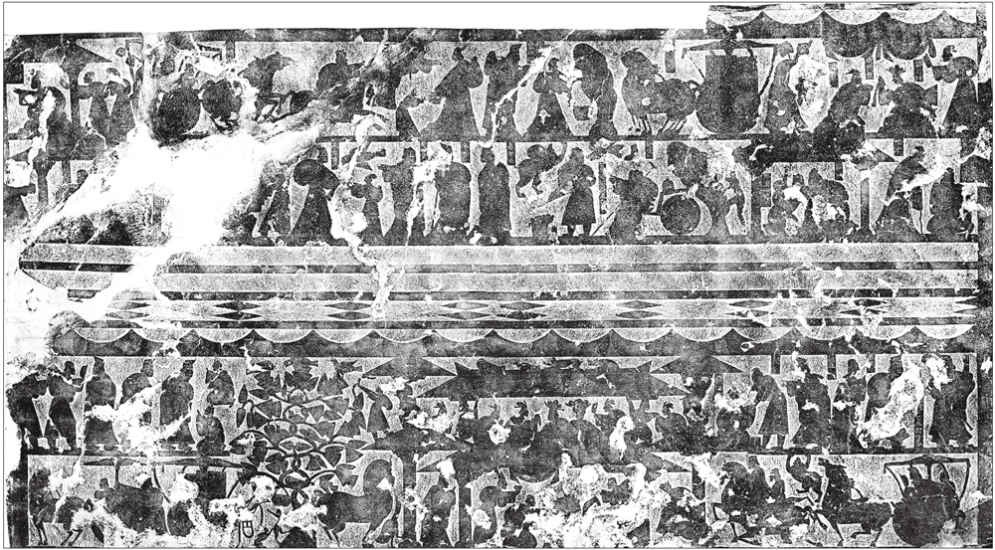
武梁祠后壁画像 （自右至左） 第一层：梁高行拒，鲁秋胡戏妻，鲁义姑姊舍儿，楚昭贞姜待符 第二层：韩柏榆被笞，刑渠哺父，董永卖身侍父，朱明、李善保小主，金日䃅见阏氏象 第三层：蔺相如完璧归赵、范雎辱魏须贾，楼阁燕居，故事不明 第四层：车骑

- 武梁祠西壁画像
（自右至左）
第一层：西王母和奇禽异兽
第二层：古代传说帝王
伏羲，女蜗，祝融，神农，黄帝，颛顼，帝喾，尧，舜，禹，桀
第三层：曾母投杼，闵子骞失棰，老莱子娱亲，丁兰供木人
第四层：曹子劫桓，专诸刺吴王，荆轲刺秦王
第五层：车骑
- 武梁祠东壁画像
（自右至左）
第一层：东王公和奇禽异兽
第二层：梁节姑姊，齐义继母，京师节女
第三层：三州孝人，义浆羊公，魏汤、赵□□、孝孙故事
第四层：要离刺庆忌，豫让刺赵襄子，聂政刺韩王，钟离春说齐王
第五层：庖厨、车骑
- 武梁祠后壁画像
（自右至左）
第一层：梁高行拒，鲁秋胡戏妻，鲁义姑姊舍儿，楚昭贞姜待符
第二层：韩柏榆被笞，刑渠哺父，董永卖身侍父，朱明、李善保小主，金日䃅见阏氏象
第三层：蔺相如完璧归赵、范雎辱魏须贾，楼阁燕居，故事不明
第四层：车骑

### 前石室（武荣祠）
前石室原祠为双开间单檐悬山顶石结构，面阔3.52米、进深2.03米、高2.55米左右。后壁下部正中有一小龛。现存祠石16块。根据祠主经历画像及其榜题，一般认为祠主为武荣。祠内东、西、南三壁以及挑檐石、顶石和三角隔梁石两侧满刻画像，现存53幅，估计原来有60幅以上。在东、西壁的山墙尖部和隔梁石两侧上部，为东王公、西王母等神话故事；其下有表现祠主经历和生活的车骑出行、宴饮、百戏、庖厨等画面，还有孔子见老子、荆轲刺秦王、孝子邢渠等历史故事。西壁下方则有一大幅攻战图。在南壁小龛正面，刻有祠主在楼阁中受人拜谒的场面。在顶石上有仙人出行、风伯、雷公、北斗星君、伏羲、女娲等神话画像。画像中刻有大量隶书榜题，标明画像的内容及主要人物的身份、姓名。

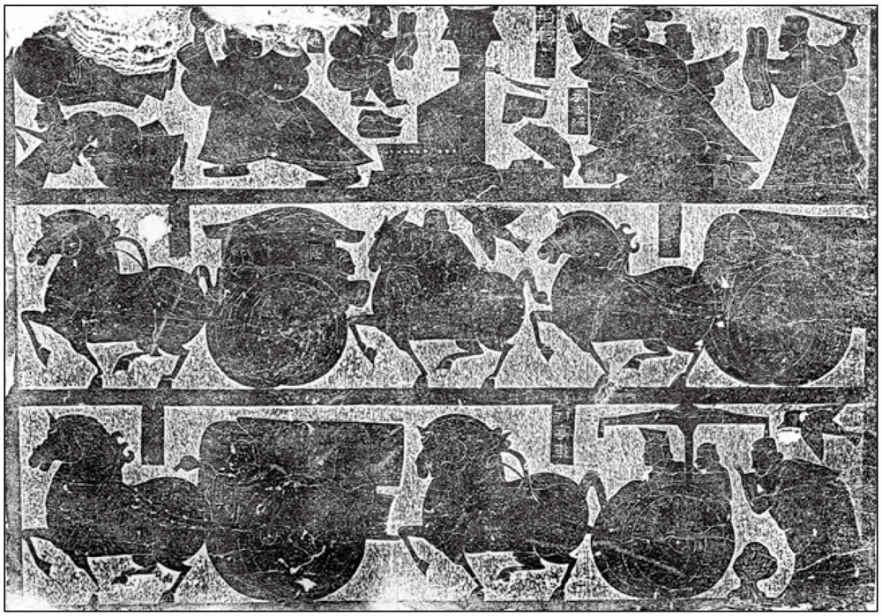
前石室第十一石左面 第一层：荆轲刺秦王 第二、三层：车骑
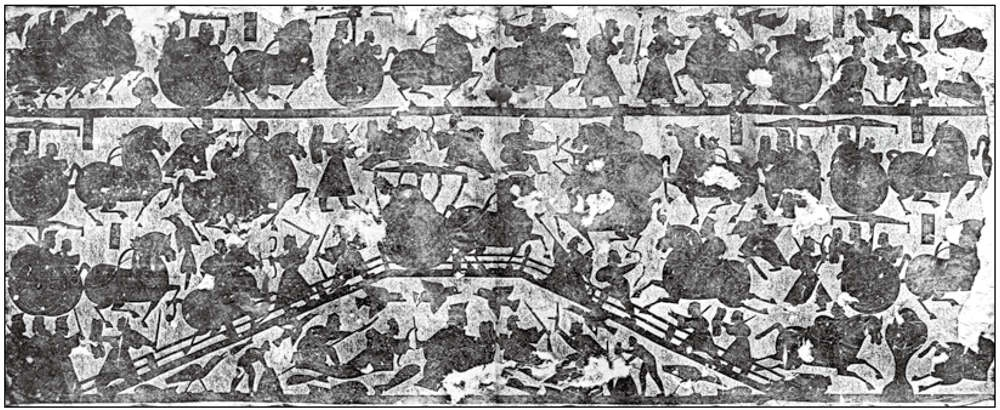
前石室第六石 第一层：车骑 第二层：水陆攻战图

### 左石室（武斑祠）
左石室形制与前石室相同，亦为双开间单檐悬山顶建筑。面阔3.5米、进深2.12米、高约2.6米左右；后壁小龛面阔1.3米、进深0.74米、高0.71米。现存祠石17块。从建筑特点和画像风格推断，与前石室建造时间相近。祠内现存石刻画像约40幅，题材内容及其分布与前石室基本相同，但三壁上的周公辅成王、二桃杀三士、管仲射齐桓公和顶石上的海神出行、祠主升仙等内容则为前石室所不见。

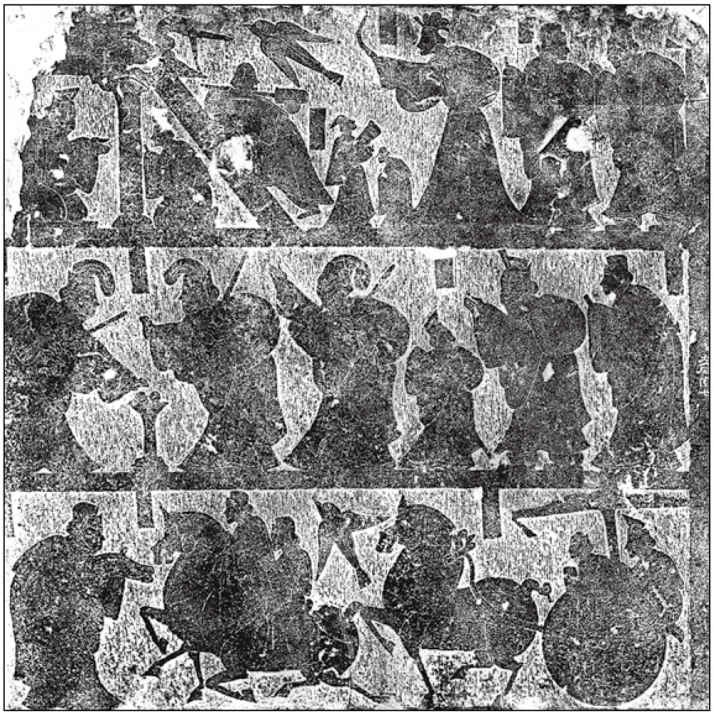
左石室第七石 第一层：故事不明 第二层：二桃杀三士 第三层：车骑
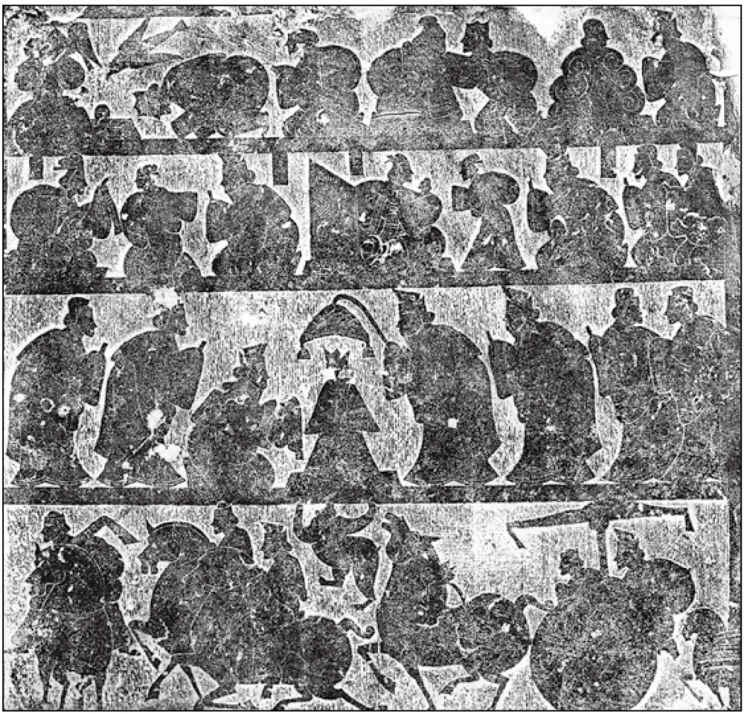
左石室第八石 第一层（自右至左）：丁兰供木人，刑渠哺父，季札挂剑 第二层：赵氏孤儿 第三层：周工辅成王 第四层：车骑
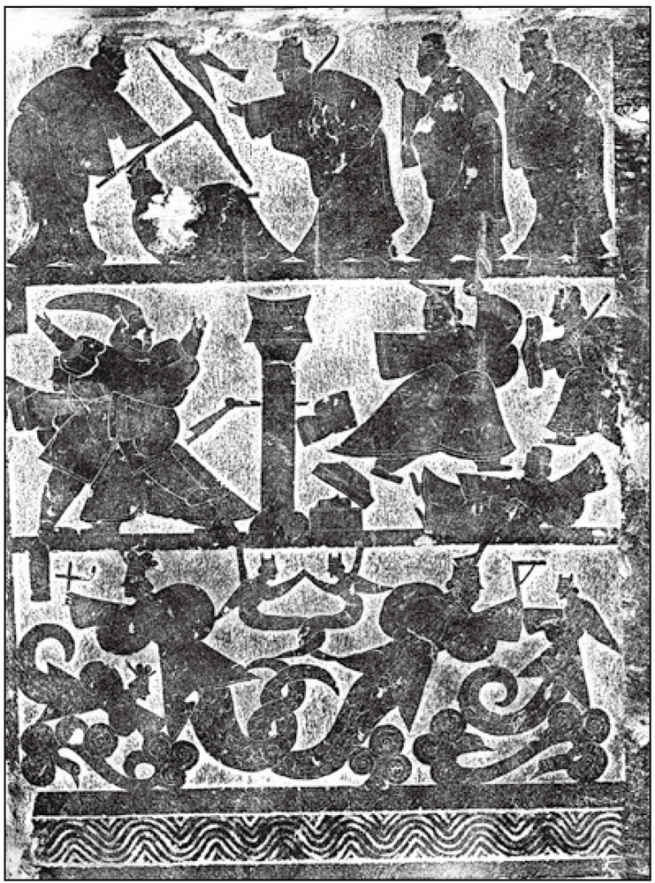
左石室第四石 第一层：管仲射齐桓公 第二层：荆轲刺秦王 第三层：伏羲，女蜗

- 左石室第八石
第一层（自右至左）：丁兰供木人，刑渠哺父，季札挂剑
第二层：赵氏孤儿
第三层：周工辅成王
第四层：车骑
- 左石室第四石
第一层：管仲射齐桓公
第二层：荆轲刺秦王
第三层：伏羲，女蜗

### 武氏闕和石狮
现存石阙和石狮各一对，均系墓道设施。

石阙与石狮原景

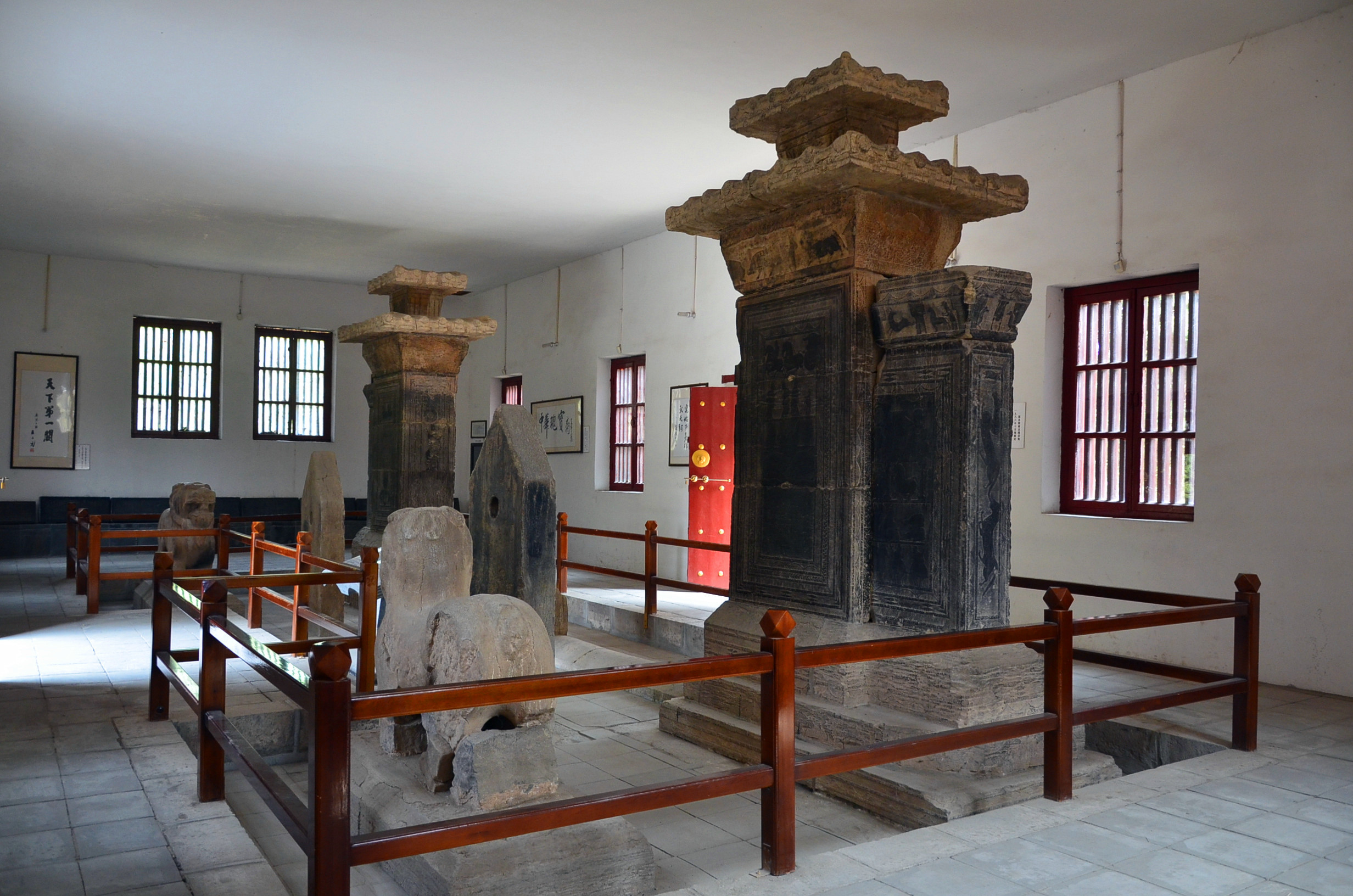
石阙与石狮

武氏石阙始建于公元147年4月21日，为武家四子武始公、武梁、武景兴及武开明为过世两年的母亲建造，是目前全国保存最完整的石质汉代建筑之一，双阙形制相同，均为双檐子母阙，各高3.4米，雕刻内容各异，阙身、阙斗和基座部分刻有仙人、禽兽、青龙、白虎、朱雀、玄武、车骑人物等各种图案40余幅。两阙身正面有建和元年（公元147年）题铭90余字，记有立阙人武始公暨弟绥宗、景兴、开明及营造工匠姓名。无锡三国城的城门仿此而建。武氏石阙以“东汉武氏祠武氏石阙铭并画像”之名入选第一批古代名碑名刻文物名录。

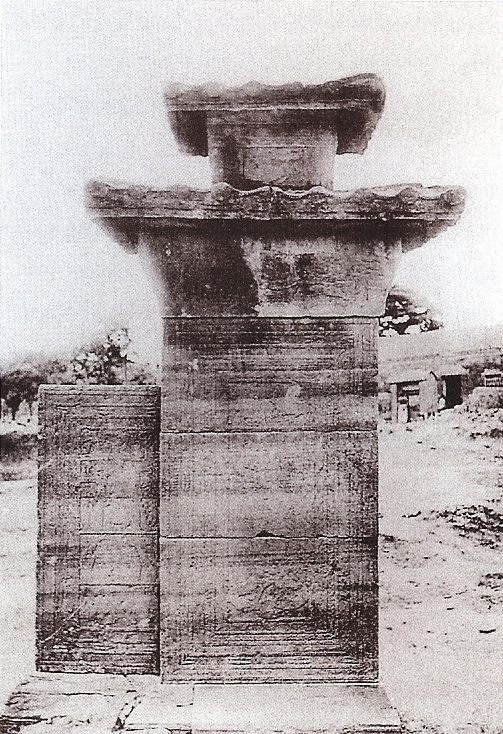
武氏闕

馆藏石狮是我国最早有确切年代记载的石狮造型艺术珍品，堪称石狮雕刻的鼻祖。石狮相对立于双阙两侧，高1.24米，长1.45米。

## 碑刻

### 武荣碑
此碑出自武氏石室附近，后移存济宁明伦堂。碑高2.36米，宽0.84米，呈圭形。上有穿孔，字共十行，字迹斑剥，难以辨认。碑额有“汉故执金吾丞武君之碑”十个篆字。据《隶释》记载，此碑共有二百七十四字。

### 武斑碑
武斑的旧日同窗及当地乡绅于147年为武斑建此碑，原在武氏西石阙旁，碑高2.1米，宽0.88米，上方中部有一穿孔。碑额题“汉故敦煌长史武斑之碑”十字，穿孔右下方有“武氏碑”三字，应为后人所刻。洪适《隶释》中收录其碑文，现已剥蚀。此碑以“汉故敦煌长史武君之碑”之名入选第一批古代名碑名刻文物名录。

### 武梁碑
此碑现已佚失，洪适《隶释》卷六《从事武梁碑》收录此碑。

### 武开明碑
此碑现已佚失，赵明诚《金石录》收录此碑时，墓碑已残损不全，其文字已有许多模糊不可辨识。

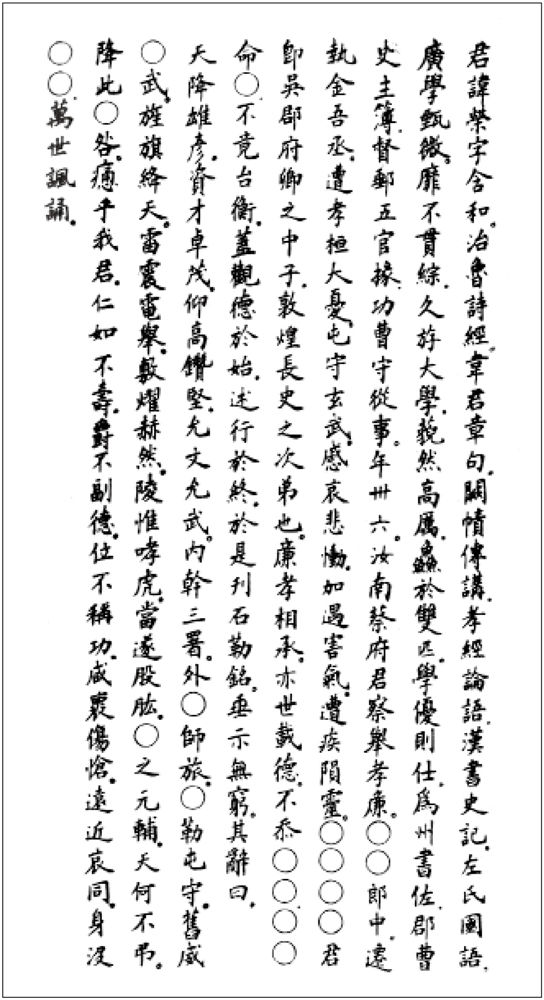
武荣碑铭
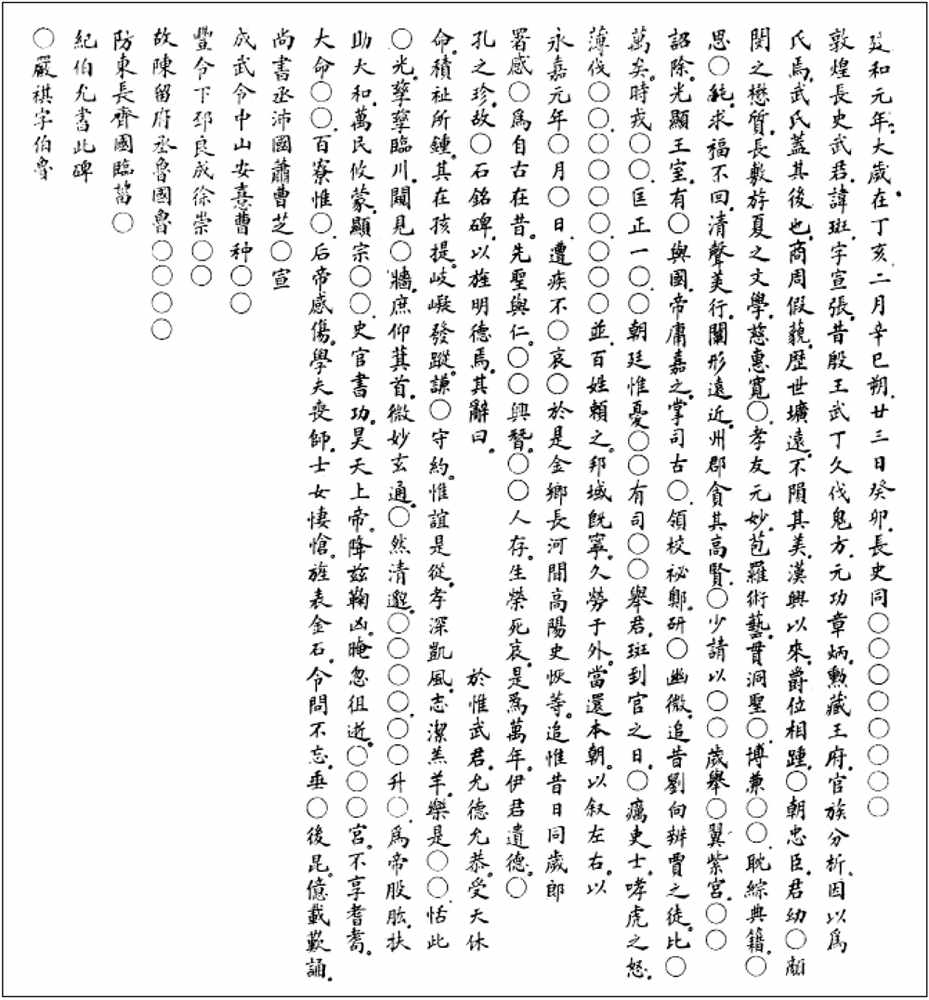
武斑碑铭
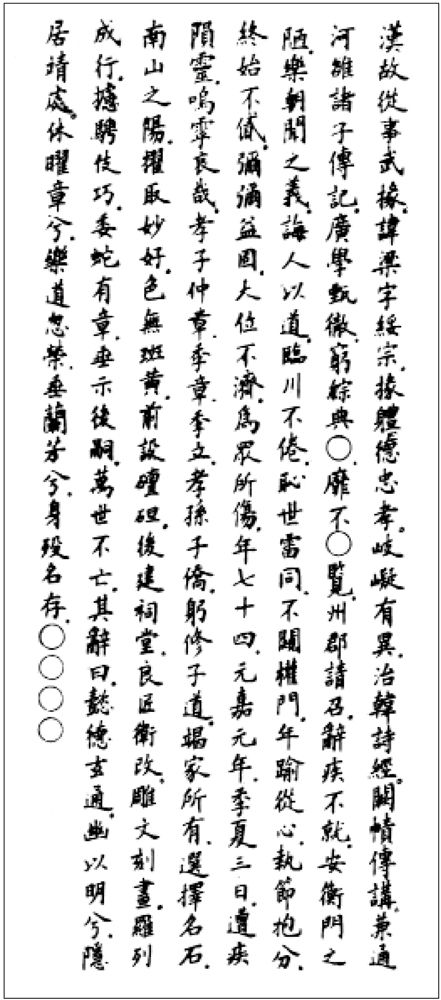
武梁碑铭

## 图片

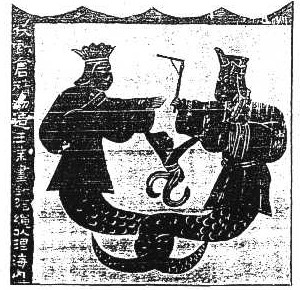
伏羲女娲
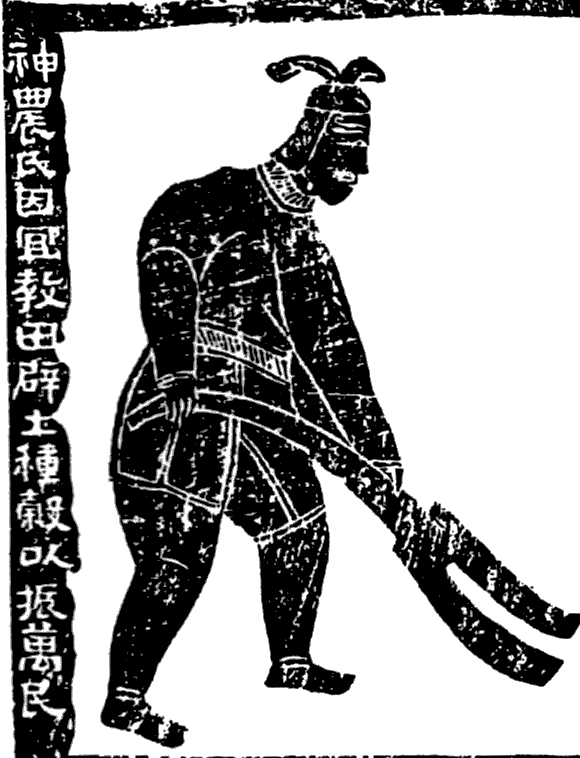
神农
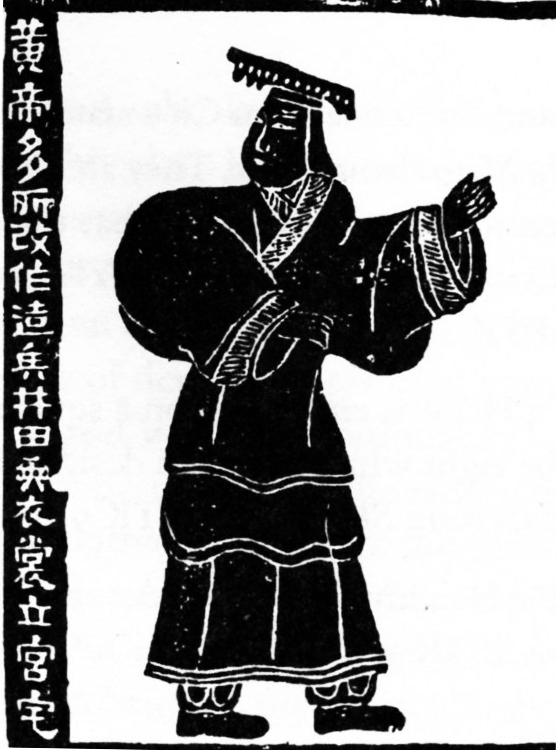
黄帝
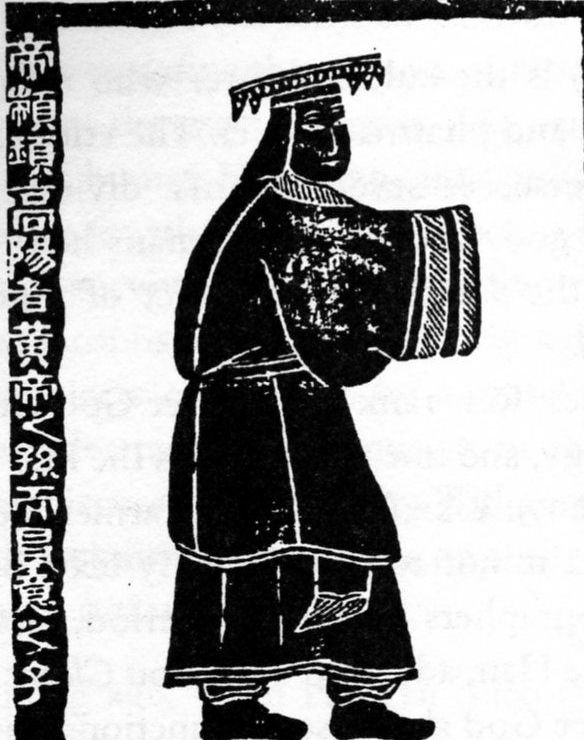
颛顼
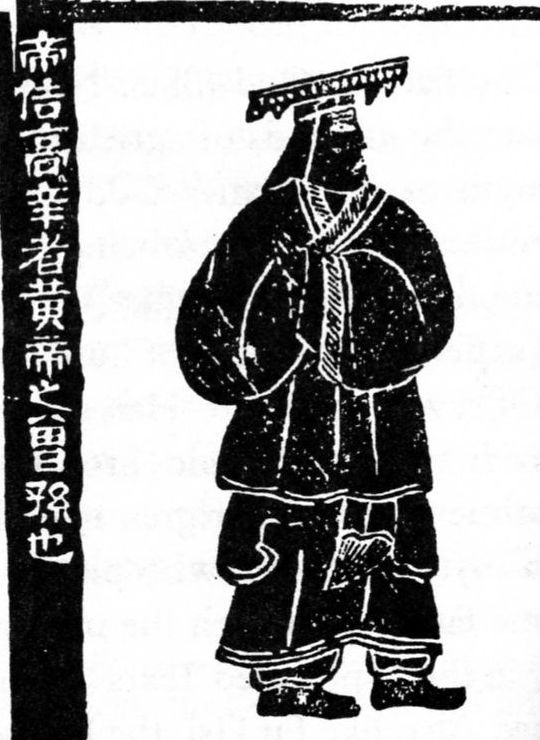
帝喾
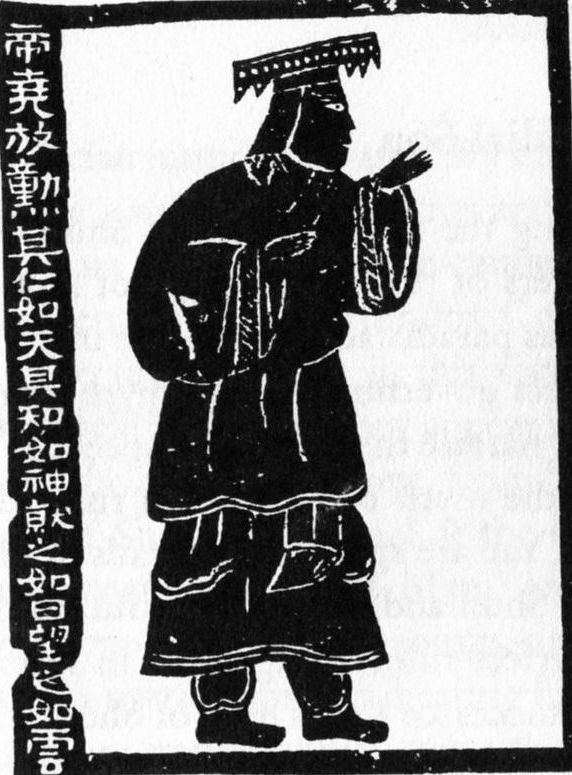
尧
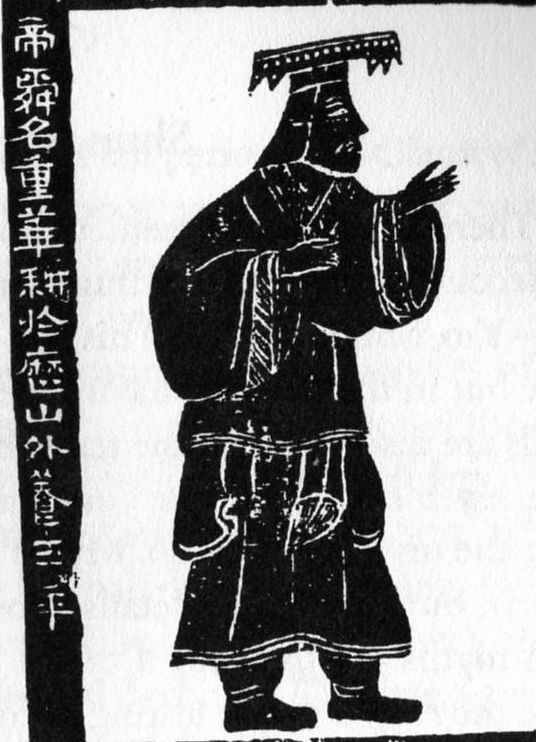
舜
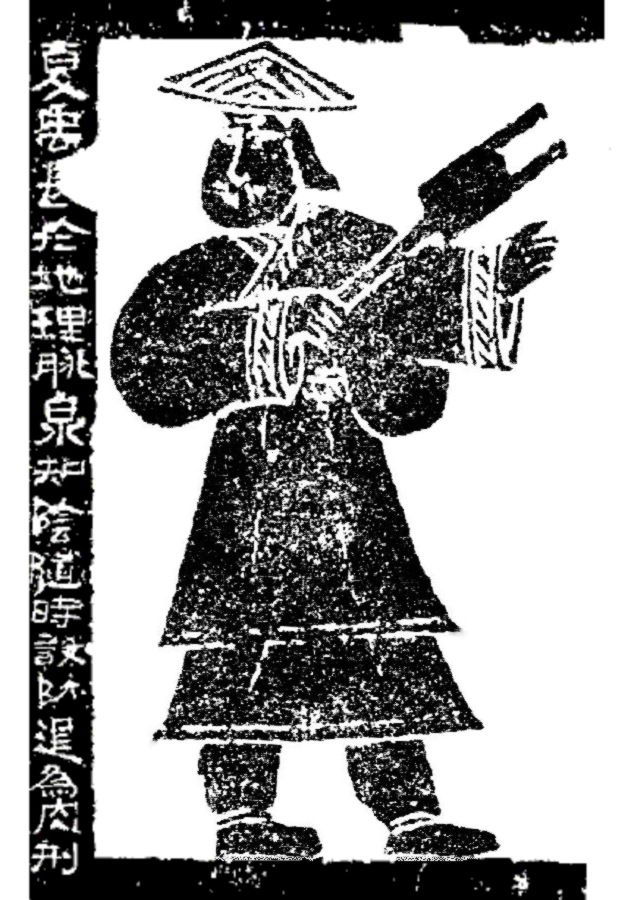
禹
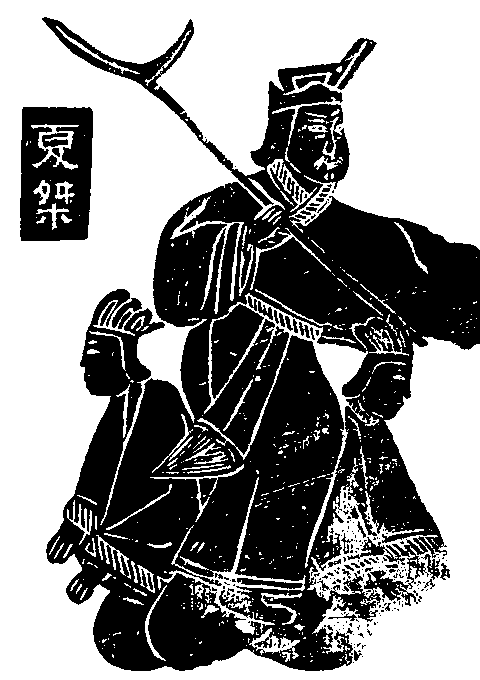
桀
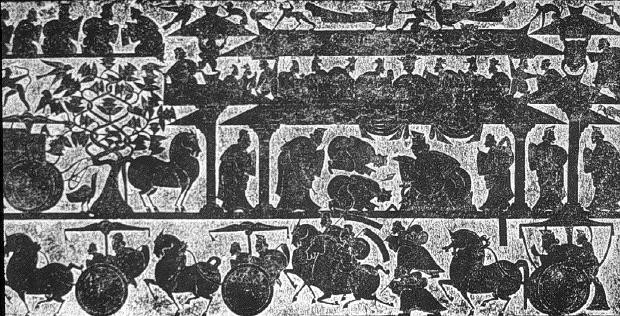
楼阁人物车骑画像石（东汉），1980年山东嘉祥宋山村出土

## 研究書目
- 丁瑞茂：《樸古與精妙：漢代武氏祠畫像》，臺北：中央研究院·歷史語言研究所，2007
- 巫鸿著，柳杨等译：《武梁祠：中国古代画像艺术的思想性》，北京：三联书店，2006
- 朱锡禄：《武氏祠汉画像石中的故事》，济南：山东美术出版社，1996
- 朱锡禄：《武氏祠汉画像石》，济南：山东美术出版社，1986
- 朱锡禄：《嘉祥汉画像石》，济南：山东美术出版社，1992
- 沙畹著，袁俊生译：《华北考古记》，北京：中国画报出版社，2020